# Буточнов Антон Олександрович
Антон Олександрович Буточнов (рум. Anton Butocnov; нар. 26 березня 1983, Київ, Українська РСР, СРСР) — український і румунський хокеїст, нападник клубу «Дунеря» і збірної Румунії.

## Кар'єра
Антон Буточнов навчався хокею в СДЮСШОР «Сокіл» під керівництвом Юрія Крилова, починав свою дорослу кар'єру в Росії. Не пробившись до Суперліги, нападник грав у багатьох європейських першостях. З 2014 року він виступає в Румунії.

## Збірна
Грав Антон Буточнов за молодіжну та юніорську збірну України, за студентську збірну на зимовій Універсіаді 2005 року. 
З часом нападник разом з іншими українцями Євгеном Ємельяненком та Павлом Борисенком отримав румунський паспорт. Таким чином, хокеїст отримав можливість виступати на змаганнях під її прапором. За Румунію він дебютував у 2019 році на чемпіонаті світу з хокею в першому дивізіоні групи "Б" в Естонії. Примітно, що в одному з матчів турніру Буточнов вразив ворота України, принісши румунам першу перемогу в історії над "жовто-синіми" з рахунком 5:1.

## Родина
Старший брат Антона - Андрій (нар. 1980) також хокеїст. Разом з ним Буточнов-молодший виступає за румунські команди.

## Досягнення
- Чемпіон України (1): 2003/2004.
- Найкращий бомбардир і асистент Кубка Нідерландів з хокею: 2005/2006.